# Kuba Wojewódzki
Kuba Wojewódzki, właśc. Jakub Władysław Wojewódzki (ur. 2 sierpnia 1963 w Koszalinie) – polski dziennikarz, publicysta, satyryk, felietonista, perkusista, aktor i osobowość medialna.
Karierę dziennikarską rozpoczął w drugiej połowie lat 80. w „Magazynie Muzycznym”. W latach 1993–1999 był redaktorem naczelnym magazynu „Brum”. Felietony Wojewódzkiego były publikowane w czasopismach: „Muza”, „Wprost”, „Przekrój”, „Gazeta Wyborcza” i „Viva!”, a od 2008 są drukowane w tygodniku „Polityka”. Równolegle prowadził audycje w Rozgłośni Harcerskiej i Trójce, a następnie w Antyradiu (w latach 2003–2007), Esce Rock (2008–2013), Rock Radiem (2013–2015) i newonce.radio (2019–2022). W latach 90. rozpoczął pracę w Telewizji Polskiej, następnie przeszedł do Telewizji Polsat, a od 2006 jest współpracownikiem TVN. Rozpoznawalność zapewniło mu jurorowanie w programie Idol i prowadzenie talk-show Kuba Wojewódzki. Był jurorem w programach typu talent show: Mam talent!, X-Factor i Mali giganci. Jako aktor występuje na deskach Teatru 6. Piętro, poza tym zagrał epizodyczne role w filmach i serialach telewizyjnych oraz występował jako aktor głosowy.
Działalność Wojewódzkiego jest powszechnie komentowana w mediach, m.in. za sprawą skandali obyczajowych i głoszenia publicznie krytycznych opinii w kierunku innych celebrytów. Uznawany za skandalistę i jedną z najpopularniejszych postaci polskiego show-biznesu. W 2007 zajął drugie miejsce w rankingu „100 najcenniejszych gwiazd polskiego show-biznesu” sporządzonym przez „Forbes Polska”. W 2011 znalazł się na trzecim miejscu rankingu „100 najbardziej wpływowych Polaków” sporządzonym przez „Wprost”.
Jest dwukrotnym laureatem Świrów i zdobywcą Wiktora dla osobowości telewizyjnej.

## Życiorys
Jest młodszym synem prokuratora Bogusława Wojewódzkiego i jego żony Marii. Ma starszego o dwa lata brata Tomasza. Urodził się w Koszalinie, ale dorastał w Warszawie, gdzie ukończył naukę w Szkole Podstawowej im. Władimira Komarowa i XXVII LO im. Tadeusza Czackiego w klasie o profilu humanistycznym (przy czym dwukrotnie powtarzał rok szkolny). Przez dziewięć lat studiował dziennikarstwo na Uniwersytecie Warszawskim, ale studiów nie ukończył.

### Kariera zawodowa
Tuż po rozpoczęciu studiów w 1987 został redaktorem „Magazynu Muzycznego”. W okresie studenckim dorabiał, pracując jako konserwator terenów zielonych na Cmentarzu Powązkowskim. W ramach praktyk studenckich pisał dla „Życia Warszawy”. W tym czasie zaczął pracować w radiu, współprowadził audycje w Rozgłośni Harcerskiej i Trójce. W 1990 został dyrektorem artystycznym firmy fonograficznej Arston, w której odpowiadał za wydanie albumów, a także zaprojektował okładki płyt: Krew Marilyn Monroe Róż Europy, Bez pokory Farben Lehre, Myka zespołu Marilyn Monroe, W moim ogrodzie Daab i zrealizował teledyski wykonawców: Ira („Mój dom”), Proletaryat („Pokój z kulą w głowie”), Wilki („Eli lama sabachtani”), Grzegorz Skawiński („Raz na całe życie”), Hey („Dreams”), Robert Janowski („Nadejdą sny”) i Urszula („Euforia”). Działał jako animator muzyczny.
Karierę telewizyjną zaczynał w Telewizji Polskiej, dla której prowadził program Rockandroller w TVP1. Po przejściu do Telewizji Polsat prowadził program Halo!gramy. W 1993 został dyrektorem Festiwalu Muzyków Rockowych w Jarocinie. W tym czasie, kontynuując założenia współprowadzonej przez siebie audycji w Trójce, stworzył miesięcznik muzyczny „Brum”, którego został redaktorem naczelnym. W 1997 był współwydawcą miesięcznika „Plastik”. Oba tytuły zniknęły z rynku w 1999. Pod koniec lat 90. był gospodarzem programu TV Polonia Polska piosenka, ludzie, zjawiska, epizody. Był redaktorem naczelnym działu rozrywki w Wirtualnej Polsce. W 2002 został gospodarzem teleturnieju TVP2 Pół żartem, pół serial, ponadto poprowadził koncert inaugurujący rozpoczęcie emisji kanału muzycznego MTV Classic. Następnie znów trafił do Polsatu, zostając jednym z jurorów programu Idol. Był jurorem pierwszej, drugiej i czwartej edycji programu.
W 2002 zaczął prowadzić autorski talk-show Kuba Wojewódzki na Polsacie. W 2003 został felietonistą „Muzy” i „Wprost”, otrzymał nagrodę Świra, był członkiem komisji jurorskiej wyłaniającej uczestników koncertu Trendy w ramach festiwalu TOPtrendy 2003, wydał album studyjny pt. Cisza z zespołem Klatu (którego był perkusistą) oraz jurorował w programie World Idol z udziałem wybranych zwycięzców lokalnych edycji Idola z całego świata. Również w 2003 zaczął prowadzić z Michałem Figurskim „Antylistę”, poranną audycję emitowaną początkowo w Radiu 94, następnie w Radiu Flash i w Antyradiu. W 2005 i 2006 z Figurskim wystąpił w kampanii reklamowej sieci Era tak tak.

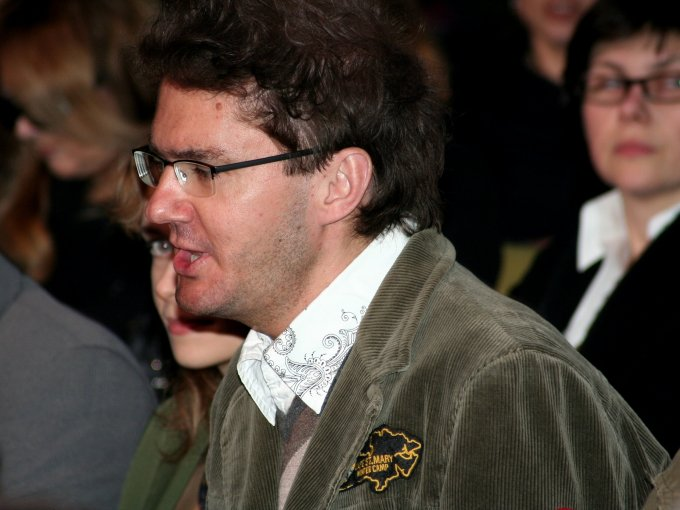
Kuba Wojewódzki (2005)

W 2004 zadebiutował jako aktor dubbingowy, użyczając głosu Błaznowi Królewskiemu w polskiej wersji językowej filmu komediowego 7 krasnoludków – historia prawdziwa, a także otrzymał drugą nagrodę Świra. W 2005 był nominowany do zdobycia Telekamery w kategorii „Rozrywka”. W czerwcu 2005 współprowadził z Bogusławem Kaczyńskim koncert Trendy w ramach festiwalu TOPtrendy 2005. W 2006 został felietonistą „Przekroju”, jego teksty publikowane były też na łamach „Gazety Wyborczej” i „Vivy!”.
W sierpniu 2006 rozwiązał za porozumieniem stron umowę z Polsatem i przeszedł do telewizji TVN, dla której od września 2006 prowadzi swój autorski talk-show Kuba Wojewódzki. W 2007 był jurorem w okolicznościowym wydaniu programu Taniec z gwiazdami – Najpiękniejsze tańce, wystąpił w kampanii reklamowej marki Axe i był nominowany do Wiktora w kategorii „osobowość telewizyjna”. Jesienią 2007 miał współprowadzić program satyryczny Bez sensu, jednak format nigdy nie trafił na antenę.
W 2008 nawiązał stałą współpracę z tygodnikiem „Polityka”, na którego łamach publikuje felietony pt. „Mea pulpa, czyli kronika popkulturalna Kuby Wojewódzkiego”, będące zbiorami krótkich, ironicznych komentarzy do bieżących wydarzeń z życia polskich celebrytów, jak też wydał album kompilacyjny pt. Kuba Wojewódzki – Dwa gołębie i wziął udział w kampanii reklamowej firmy obuwniczej Converse. Po odejściu z Antyradia na początku 2008 zaczął współpracę z Eską Rock, dla której współprowadził programy „Poranny WF” (2008–2012) i „Zwolnienie z WF-u” (2012–2013). W 2008 za „ładowanie odbiorców pozytywną energią” został nominowany z Michałem Figurskim, współprowadzącym „Poranny WF”, do zdobycia MediaTorów w kategorii „AkumulaTor”. W latach 2008–2010 był jurorem pierwszych trzech edycji programu TVN Mam talent!, za co w 2009 zdobył Wiktora za wygraną w kategorii „osobowość telewizyjna” i był nominowany do Telekamery w kategorii „Rozrywka”.
W marcu 2010 zadebiutował główną rolą Allana Feliksa w sztuce Woody’ego Allena Zagraj to jeszcze raz, Sam w reżyserii Eugeniusza Korina, wystawianej na deskach Teatru 6. piętro. W 2011 z Krzysztofem Materną stworzył scenariusz i wyreżyserował koncert inaugurujący polską prezydencję w Unii Europejskiej oraz został jurorem w programie TVN X-Factor, w którym sędziował przez wszystkie cztery edycje, tj. do 2014.
W sierpniu 2011 zaczął występować w spotach reklamowych sieci komórkowej Play, a za pierwszy rok występowania w spotach firmy miał otrzymać honorarium w wysokości 2,5 mln zł. W kolejnych latach pojawiał się w kolejnych spotach firmy. W 2012 uruchomił serwis internetowy ZagrajUKuby.pl, dzięki któremu umożliwiał promocję niszowym wykonawcom poprzez gościnny występ w programie Kuba Wojewódzki. Od 5 lutego 2014 do 18 stycznia 2016 współprowadził popołudniową audycję „Książę i żebrak” w Rock Radiu, za którą w 2015 odebrał nagrodę Niegrzecznych w kategorii „radiofonia”. W latach 2015–2017 był jednym z jurorów programu TVN Mali giganci. W 2016 był bohaterem roastu, w którym gośćmi byli m.in. Michał Kempa, Abelard Giza, Anna Dereszowska, Dawid Podsiadło i Piotr Kędzierski. Program obejrzało ok. 1,7 mln widzów. Od 2016 występuje w spotach reklamowych firmy Colian, producenta oranżady Hellena, a od 2018 jest jednym z bohaterów spotów reklamowych urządzeń marki Huawei. Również w 2018 reklamował krem marki Bielenda i użyczył głosu Sulfuriksowi w animacji Asteriks i Obeliks: Tajemnica magicznego wywaru (2019).

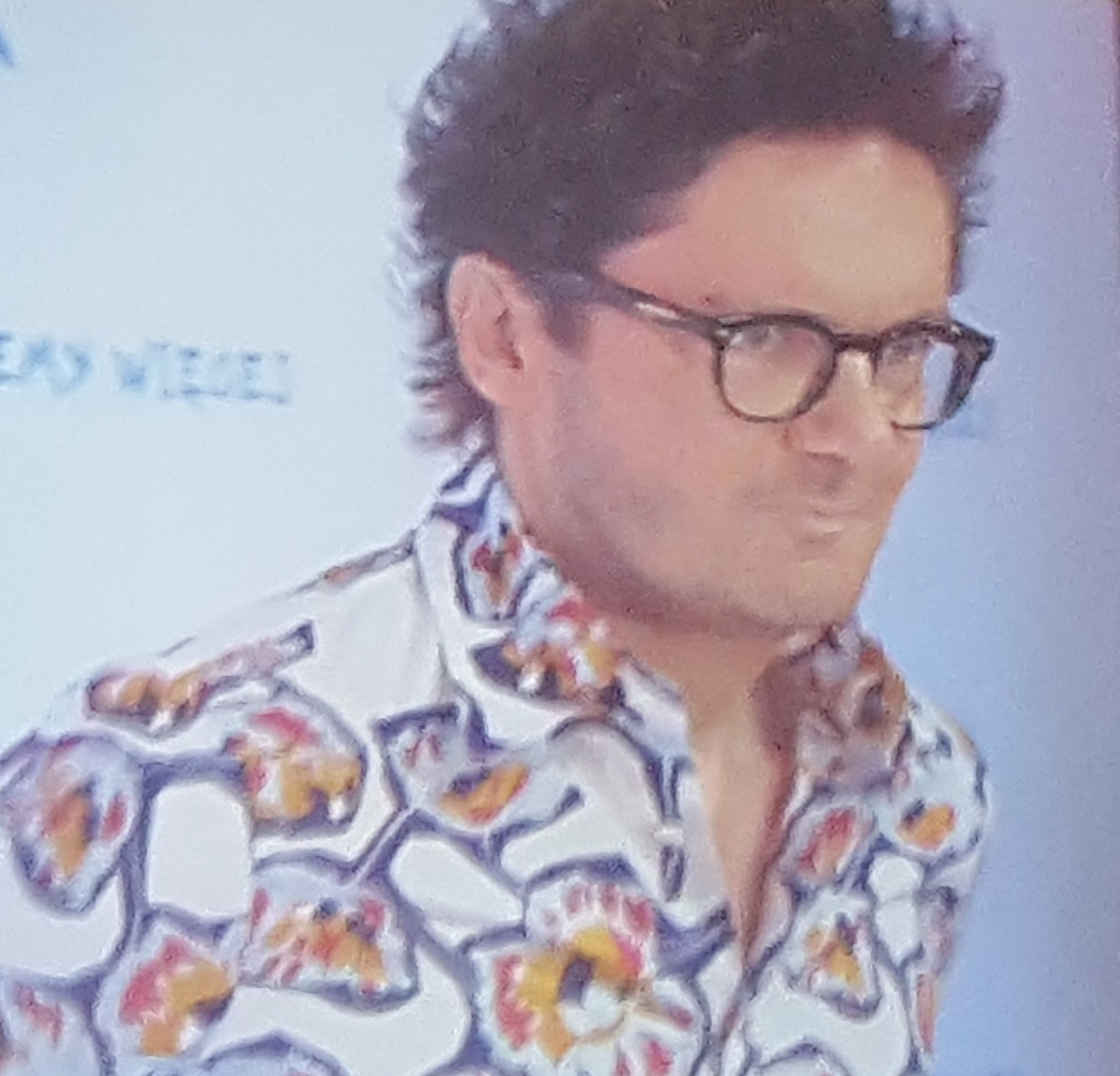
Kuba Wojewódzki (2017)

Jesienią 2018 nakładem Wydawnictwa Wielka Litera ukazała się książka pt. Kuba Wojewódzki. Nieautoryzowana autobiografia, nad którą pracował przez sześć lat. Za książkę otrzymał nagrodę Bestsellery Empiku, którą znana sieć przyznaje autorom najlepiej sprzedających się wydawnictw. Od marca 2019 współprowadzi z Piotrem Kędzierskim program „Rozmowy: Wojewódzki & Kędzierski” w Newonce.radio. W lipcu 2019 wraz z restauratorem Józefem Krawczykiem otworzył lokal gastronomiczno-rozrywkowy „Niewinni Czarodzieje 2.0” w Warszawie.
W lutym 2020 wraz z Konradem Stachurskim uruchomił agencję influencer marketingu. Po wybuchu pandemii COVID-19 zaczął nagrywać internetowy program 250 m² Kuby Wojewódzkiego (nawiązującego nazwą do 20m² Łukasza Jakóbiaka) emitowany w serwisie Player; zrealizował łącznie trzy odcinki programu. Również w 2020 wystąpił w kampanii reklamowej samochodów marki Porsche. W roku 2020 prowadził internetowy program Sztuka łączenia dostępny w serwisie YouTube. W 2021 pojawił się gościnnie w teledysku do singla „Patoreakcja” rapera Maty. W 2022 został jednym z jurorów-detektywów w programie TVN Mask Singer, a od marca tego samego roku współprowadzi podcast WojewódzkiKędzierski w serwisie Onet.pl.

### Działalność polityczna

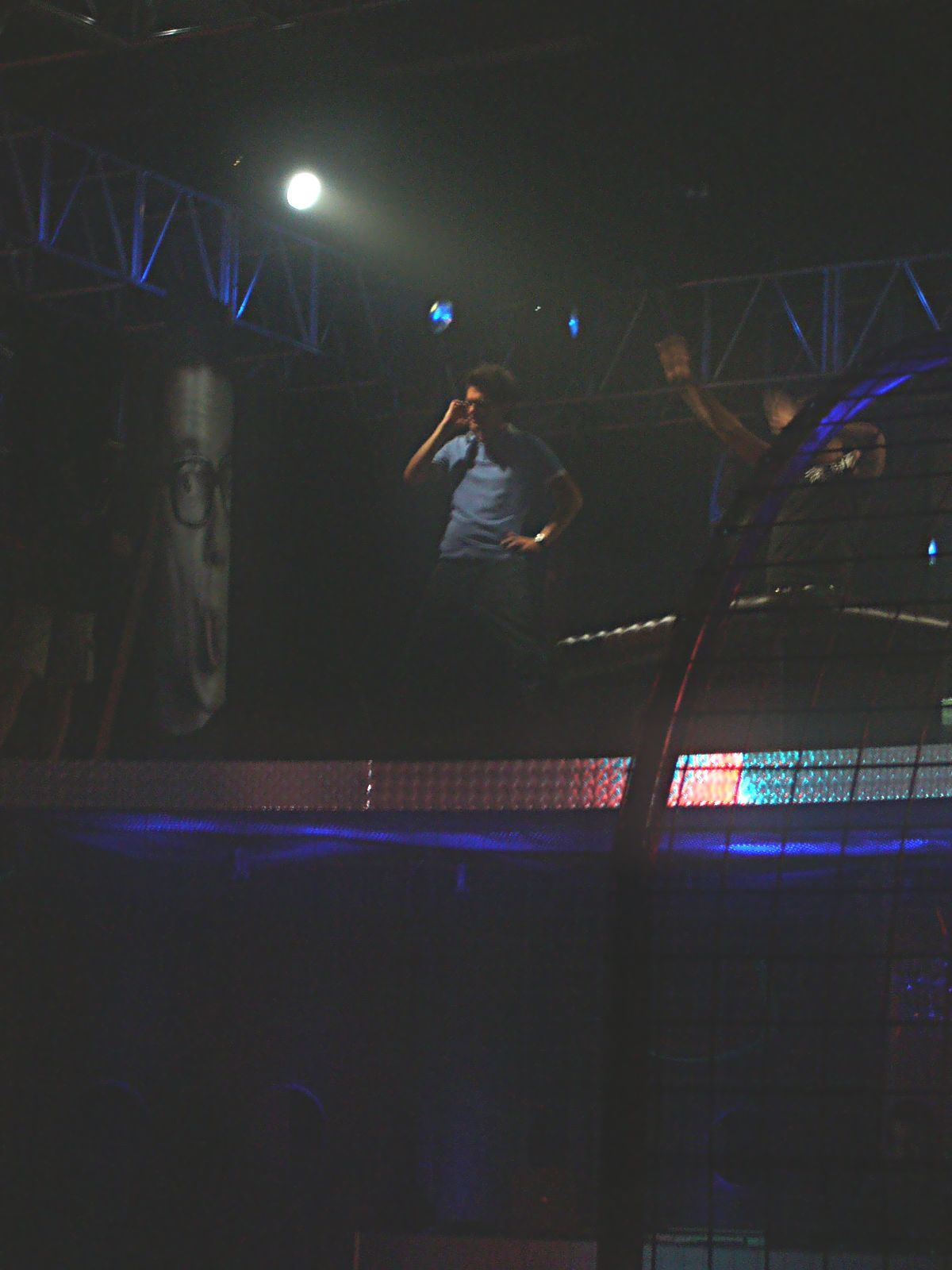
Kuba Wojewódzki podczas odcinka „Dwa Gołębie 2007 Festival”

W 2007 w jednym z odcinków Kuby Wojewódzkiego potwierdził obecność w sztabie wyborczym Donalda Tuska, zapowiadając Tomasza Lipińskiego – jednego ze swoich gości – słowami:

Kiedyś był moim idolem – chodziłem na jego koncerty, słuchałem jego piosenek. Potem był moim kolegą z pracy, bo robiłem z nim wywiady. Potem zostaliśmy kumplami i w ogóle, w ogóle nie zdziwiłem się, jak go spotkałem w sztabie wyborczym niedoszłego prezydenta Donalda Tuska, bo razem z Pawłem Kukizem i właśnie z Tomkiem staraliśmy się pomóc, żeby było lepiej, niż jest.

W 2010 udzielił poparcia Ruchowi Poparcia Palikota. 30 maja 2011 w programie Tomasza Lisa zdementował plotki, jakoby doradzał sztabowi Platformy Obywatelskiej w kampanii wyborczej w 2009.
Po wygranych przez PO wyborach w 2011 Adam Michnik napisał w „Gazecie Wyborczej”: „Te wybory to zwycięstwo Polski Marka Kondrata i Kuby Wojewódzkiego, Polski ludzi bystrych i uśmiechniętych. Zapamiętam frazę Wojewódzkiego: «Młody czytelniku, jeśli nadal chcesz głosować na PiS – wcześniej skontaktuj się z lekarzem i farmaceutą». Jakby Duch Święty przemówił ustami Kuby Wojewódzkiego”.
Przed pierwszą turą wyborów prezydenckich w 2015 udzielił poparcia Pawłowi Kukizowi. W drugiej turze poparł Bronisława Komorowskiego.

## Wizerunek
Uchodzi za jednego z najpopularniejszych polskich prezenterów telewizyjnych. Ze względu na swoją pozycję w stacji TVN niekiedy nazywany jest w mediach „królem TVN-u”, on sam określa siebie jako „jednoosobową subkulturę”.
W 2008 został określony „najbardziej wyróżniającą się marką w Polsce” w badaniu agencji Young&Rubicam na zlecenie instytutu Millward Brown SMG/KRC. W 2016 jego profil znalazł się na dziewiątym miejscu zestawienia najpopularniejszych polskich marek medialnych na Instagramie, w 2018 spadł na 18. miejsce rankingu.
Ma wizerunek egocentryka i nonkonformisty. Uważany jest za jedną z najbardziej ekscentrycznych postaci polskiego show-biznesu i jednego z największych medialnych skandalistów, m.in. ze względu na kontrowersyjne wypowiedzi, prezentowane na łamach tygodnika „Polityka” czy w programie Kuba Wojewódzki i audycjach Eski Rock, jak też głoszone w kierunku uczestników programu Idol, którego był jurorem. W 2003 został uznany przez widzów za najsympatyczniejszego jurora Idola w plebiscycie zorganizowanym w programie Idol po finale, a w 2004 został określony mianem najsurowszego jurora programu World Idol. W 2008 znalazł się w gronie najbardziej docenianych jurorów programów telewizyjnych w rankingu sporządzonym przez „Wprost”.
Krytycznie o medialnej działalności Wojewódzkiego publicznie wypowiedzieli się m.in. Krzysztof Cugowski, Tomasz Raczek, Monika Olejnik, Kazik Staszewski, Tomasz Lis, Krzysztof Feusette, Manuela Gretkowska i Sławomir Jastrzębowski, ponadto toczył publiczny spór m.in. z Małgorzatą Rozenek-Majdan i Radosławem Majdanem, co było szeroko komentowane w ogólnopolskich mediach.
Jest jedną ze „100 najcenniejszych gwiazd polskiego show-biznesu” według danych magazynu „Forbes Polska”; jego wizerunek został wyceniony przez reklamodawców na: 302 tys. zł w 2006 (29. miejsce), 342 tys. zł w 2007 (60. miejsce), 385 tys. zł w 2008 (35. miejsce), 544 tys. zł w 2010 (16. miejsce), 789 tys. w 2011 (2. miejsce), 604 tys. zł w 2012 (10. miejsce), 735 tys. zł w 2013 (6. miejsce), 424 tys. zł w 2014 (19. miejsce).

## Kontrowersje
W emitowanym 25 marca 2008 odcinku Kuby Wojewódzkiego goście programu – Marek Raczkowski i Krzysztof Stelmaszyk – wkładali miniaturki polskich flag w atrapy psich odchodów w ramach krytyki braku nawyku sprzątania po zwierzętach domowych widocznego na ulicach polskich miast. Sam Kuba Wojewódzki odżegnywał się od tego i nie powtórzył tej czynności za swoimi gośćmi, choć prowokował. W sierpniu 2011 Sąd Apelacyjny w Warszawie wydał prawomocny wyrok w sprawie kary 471 tys. zł, nałożonej przez Krajową Radę Radiofonii i Telewizji na TVN w związku z przebiegiem programu, nakazując stacji zapłatę tej kary i zwrot kosztów procesu. Zdaniem sądu, program propagował zachowania „sprzeczne z prawem, z polską racją stanu oraz postaw i poglądów sprzecznych z moralnością i dobrem społecznym” oraz pokazał „brak szacunku dla polskiej flagi, co obraża wartości respektowane przez społeczeństwo”.
W październiku 2016 udzielił wywiadu czasopismu „Playboy”, w którym w negatywnym świetle przedstawił Małgorzatę Rozenek-Majdan. Prezenterka pozwała dziennikarza za naruszenie dóbr osobistych.
20 października 2021 podczas wywiadu z Agatą Kuleszą w audycji Rozmowy: Wojewódzki i Kędzierski skomentował samochód aktorki mówiąc, że „to jest auto z zespołem Downa”. Stwierdzenie spotkało się z krytyką internautów. W reakcji Newonce.radio opublikowało w mediach społecznościowych oświadczenie, w którym przeprosiło za porównanie użyte przez dziennikarza i poinformowało o wycięciu fragmentu wywiadu, w którym padło.

### Uliczne incydenty
We wrześniu 2008 został oskarżony o atak na mężczyznę i zniszczenie mienia (przedniej szyby samochodu). Sąd odrzucił argumentację prokuratury, która wniosła o umorzenie sprawy ze względu na „znikomą szkodliwość czynu”.
W październiku 2013 został zaatakowany „niezidentyfikowanym płynem żrącym o brunatnej barwie” pod siedzibą Eski Rock przez „nieznanego sprawcę, który wykrzykiwał przy tym hasła kłopotliwe dla środowisk prawicowych”. U dziennikarza zdiagnozowano oparzenia termiczne oraz chemiczne pierwszego stopnia głowy i szyi. Policja wszczęła śledztwo w sprawie, a w jego trakcie ustalono, że napastnik oblał dziennikarza kapsaicyną. 16 grudnia Komenda Stołeczna Policji skierowała do Prokuratury Rejonowej Warszawa Praga Południe wniosek o umorzenie śledztwa ze względu na brak podstaw do przedstawienia zarzutów. Pod koniec października 2014 ujęto sprawcę ataku, 32-letniego Piotra S., który usłyszał zarzut narażenia Wojewódzkiego na niebezpieczeństwo uszczerbku na zdrowiu, za co groziła mu kara do trzech lat więzienia.

### Skargi na audycje w Esce Rock
W czerwcu 2008 kontrowersje wywołał plakat reklamujący debiut Wojewódzkiego i Michała Figurskiego na antenie Eski Rock, na którym dziennikarze pozują razem w łóżku, a „ułożenie pościeli wskazuje jednoznacznie na erekcję obu panów”. Dwuznaczne billboardy ocenzurowano w kilku miastach w Polsce. Przedstawiciele rozgłośni zapewniali, że „przez zastosowanie humorystycznego przekazu wykorzystującego wizerunki popularnych prezenterów chcieli wyróżnić swoją reklamę wśród innych”, zapewniając przy tym, że „nie chcieli nikogo bulwersować ani gorszyć”. Komisja Etyki Reklamy odrzuciła skargę zarzucającą obsceniczność billboardowi reklamowemu, uznając, że „utrzymany w humorystycznym stylu plakat nie narusza etyki ani prawa”.

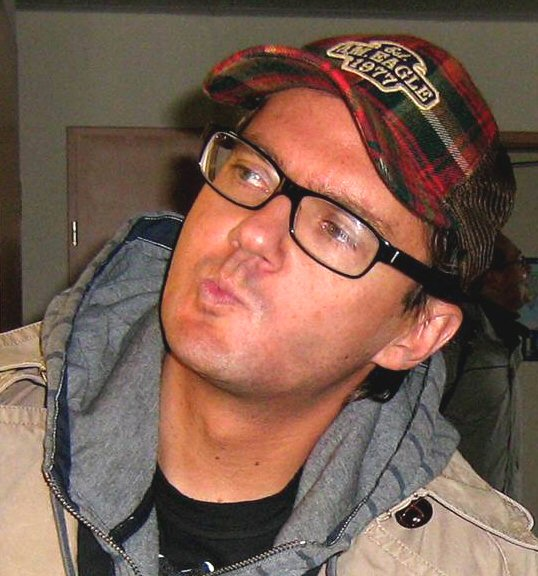
Kuba Wojewódzki (2007)

20 marca 2009 wraz z Michałem Figurskim został zawieszony na tydzień w prawach pracowniczych za rzekomą obrazę Lecha Kaczyńskiego w czasie audycji „Poranny WF”, podczas której mieli, posługując się językiem angielskim, określić ówczesnego prezydenta RP mianem „małego, niedorozwiniętego, głupiego człowieka”. 21 lipca 2009 Prokuratura Okręgowa w Warszawie umorzyła śledztwo, twierdząc, że „słowa wypowiedziane przez obu dziennikarzy nie miały charakteru znieważającego”.
Pod koniec kwietnia 2010 w trakcie audycji „Poranny WF” Wojewódzki i Figurski wyemitowali piosenkę „Jarek po trupach do celu”, w której w sposób satyryczny odnieśli się do Jarosława Kaczyńskiego i możliwej z jego strony chęci wykorzystania w kampanii prezydenckiej symboli związanych z katastrofą smoleńską. Nagranie wywołało oburzenie m.in. Rady Etyki Mediów, która zarzuciła dziennikarzom „bardzo poważne przekroczenie podstawowych reguł kultury i etyki dziennikarskiej”. Marcin Bisiorek, dyrektor programowy Eski Rock, odparł krytykę, zapewniając: Obaj dziennikarze w swoim programie (...) wielokrotnie w sposób satyryczny przedstawiali różne osoby z każdej strony polskiego świata politycznego i nikt nigdy się o to nie obrażał. (...) Pojawiło się nawet wyjątkowo absurdalne oskarżenie, jakoby nagranie to miało m.in. obrażać uczucia religijne Polaków. Program Michała Figurskiego i Kuby Wojewódzkiego ma charakter satyryczny i w jego formułę wpisane jest ironiczne komentowanie świata polityki. Ukarania dziennikarzy zażądało Katolickie Stowarzyszenie Dziennikarzy, które skierowało skargę do REM i KRRiT, oceniając słowa piosenki jako „nikczemne i niegodne”.
7 czerwca 2011 Rada Etyki Mediów wydała oświadczenie, w którym uznała, że we współprowadzonej przez Wojewódzkiego audycji „Poranny WF” doszło do „drastycznej demonstracji ksenofobii” wobec Alvina Gajadhura, polskiego urzędnika hinduskiego pochodzenia. W opinii Rady, Wojewódzki i Michał Figurski znieważyli mężczyznę „obraźliwymi, rasistowskimi sformułowaniami”. Ich zachowanie zostało uznane za „pogwałcenie zasady szacunku i tolerancji”. Działacze Komitetu na rzecz Praw Afrykańskiej Społeczności w Polsce przy fundacji Afryka Inaczej zaapelowali o niepowierzanie Wojewódzkiemu organizacji koncertu na start polskiej prezydencji w Unii Europejskiej, protestując w ten sposób przeciw promocji przez władze kraju „prostactwa i chamstwa”. W lipcu 2011 Prokuratura Rejonowa Warszawa Praga-Południe wszczęła śledztwo w sprawie znieważenia Gajadhura przez dziennikarzy. 13 października 2011 KRRiT nałożyła na Eska Rock SA karę finansową w wysokości 50 tys. złotych. W decyzji wyjaśniono, że „wskazując konkretną osobę o ciemnym kolorze skóry, która dodatkowo pełni funkcję publiczną, i opowiadając o niej żarty związane z kolorem skóry i pochodzeniem, które stawiają ją w złym świetle, prowadzący dopuścili się dyskryminacji ze względu na rasę. (…) Oceniając całość audycji prowadzonej przez J. Wojewódzkiego i M. Figurskiego, należy stwierdzić, że «żarty» miały charakter jednoznacznie rasistowski i sprowadzały się do utrwalania wśród odbiorców stereotypu Afrykanów”. W audycji z 6 października 2011 dziennikarze m.in. zarzucili Gajadhurowi rasizm i oskarżyli go o szerzenie nienawiści. Decyzją z 30 marca 2012 KRRiT stwierdziła, że treść audycji narusza postanowienia ustawy i nałożyła na Eska Rock SA kolejną karę w wysokości 50 tys. zł. W kwietniu 2012 Prokuratura Okręgowa Warszawa-Praga przedstawiła Wojewódzkiemu i Figurskiemu zarzut znieważenia, zagrożony karą trzech lat pozbawienia wolności. W lipcu 2014 Sąd Rejonowy Warszawa-Praga Północ uniewinnił dziennikarzy od stawianych im zarzutów.
W czerwcu 2012 ukraińskie Ministerstwo Spraw Zagranicznych wydało komunikat, w którym odniosło się do sformułowań użytych przez Wojewódzkiego i Figurskiego 12 czerwca 2012 w programie „Poranny WF”. MSZ zaprotestowało przeciw „niedopuszczalnym wypowiedziom, które obrażają cześć i godność Ukraińców” oraz uznało, że dziennikarze „pozwolili sobie na skrajnie poniżające wypowiedzi pod adresem Ukraińców, co jest nie do przyjęcia przez jakiegokolwiek cywilizowanego człowieka oraz demokratyczne społeczeństwo, w którym nie powinno być miejsca dla publicznych obraz bądź dyskryminacji na tle narodowościowym”, za co zażądało przeprosin. Rada Etyki Mediów uznała, że dziennikarze prowokowali słuchaczy „drastyczną demonstracją ksenofobii”, co oceniła jako „nie tylko rażące chamstwo, ale i typową mowę nienawiści”. Decyzją zarządu radia program zniknął z ramówki, a 25 czerwca 2012 władze Radia Eska Rock zwolniły Wojewódzkiego i Figurskiego za nieprzyzwoite wypowiedzi pod adresem Ukrainek. Wojewódzki kilkukrotnie przeprosił publicznie oburzonych słuchaczy. Śledztwo w sprawie znieważenia Ukrainek wszczęła Prokuratura Rejonowa Warszawa-Praga Południe. 30 lipca 2012 przewodniczący KRRiT nałożył na Eskę Rock karę finansową w wysokości 75 tys. złotych. W uzasadnieniu zwrócił uwagę, że tego radia w dużej części słuchają osoby młode, a ponad połowę słuchaczy stanowią osoby niesamodzielne i mieszkające z rodzicami, w związku z czym „wśród takich osób szczególnie niebezpieczne jest propagowanie postaw i zachowań dyskryminacyjnych”. Wymierzając karę, zwrócono uwagę m.in. na uprzednio prowadzone postępowania w tej sprawie i fakt ponownego naruszenia ustawy przez dziennikarzy. W związku z tą sprawą, 19 grudnia 2012 Stowarzyszenie Dziennikarzy Polskich przyznało Wojewódzkiemu i Figurskiemu tytuł Hieny Roku.

### Skargi na audycje w Rock Radiu
11 lutego 2014 w trakcie audycji „Książę i żebrak” Wojewódzki i Mikołaj Lizut żartowali z zainteresowania mediów tabloidowych opuszczeniem więzienia przez Mariusza Trynkiewicza, pedofila skazanego za morderstwa dzieci, oraz kpili z redakcji „Super Expressu”, określając ją „sponsorem wyjścia Trynkiewicza na wolność”. Redakcja pozwała wydawcę programu (Agorę), domagając się przeprosin za określenie jej przez dziennikarzy mianem „pornobiznesu” w jednym z oświadczeń po wybuchu skandalu. Ponadto po premierze audycji do siedziby KRRiT napłynęło kilkadziesiąt skarg od słuchaczy.
22 września 2015 w trakcie audycji „Książę i żebrak” Wojewódzki i Lizut wyemitowali telefoniczną prowokację Mikołaja Janusza, redaktora Rock Radia, który – podając się za urzędnika Kancelarii Prezydenta – wymusił na Jerzym Zelniku wskazanie artystów, których ten wysłałby na wcześniejszą emeryturę „za nieprawomyślność i krytykowanie prezydenta Andrzeja Dudy”. Po emisji rozmowy aktor zarzucił dziennikarzom manipulację i zapowiedział skierowanie sprawy do sądu. Prowokację dziennikarzy potępiło również Stowarzyszenie Dziennikarzy Polskich.

### Nielegalna promocja alkoholu
W listopadzie 2024 został nieprawomocnie skazany na grzywnę w kwocie 400 tys. zł grzywny za nielegalną reklamę alkoholu.

## Wpływ na popkulturę

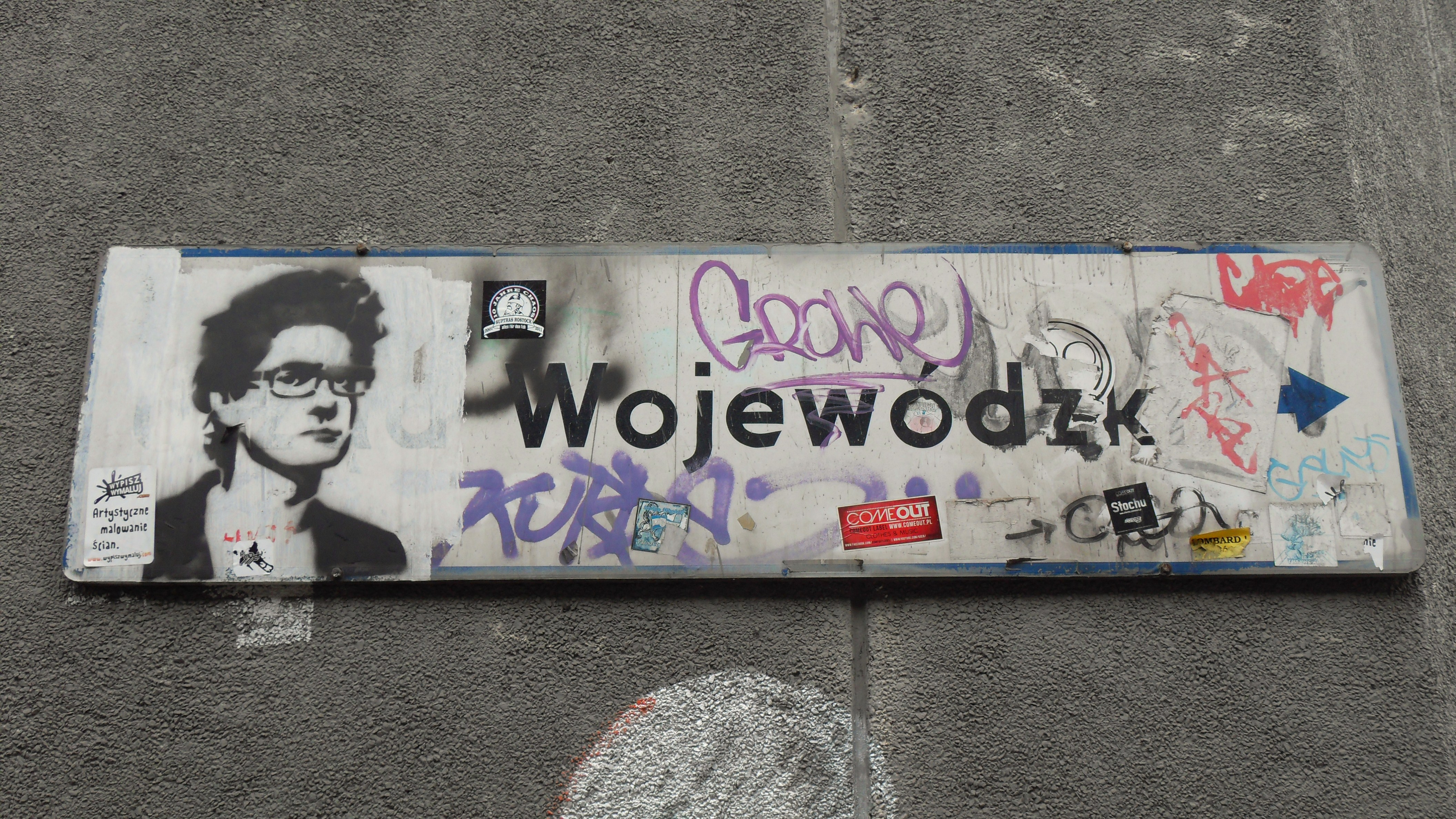
Gdańsk Śródmieście. Znak Urząd Wojewódzki przy ul. Podwale Przedmiejskie (2012)

Należy do grona najpopularniejszych postaci polskiego show-biznesu. Wojtek Kowalik z agencji Ogilvy & Mather ocenił medialną markę Wojewódzkiego słowami: Nie zbudował swojej marki na byciu grzecznym, miłym czy ułożonym. Jego trademarkowy balans pomiędzy byciem inteligentem a dupkiem okazał się być szalenie atrakcyjny dla polskiej młodzieży.
W 2011 zajął trzecie miejsce w rankingu „100 najbardziej wpływowych Polaków” sporządzonym przez „Wprost”.
Stał się pierwowzorem bohatera komiksu Najczwartsza RP – Antylista Prezerwatora wydanego w 2007 przez wydawnictwo G+J Polska. Został tytułowanym bohaterem książki Wiesława Godzica pt. „Kuba i inni – twarze i maski popkultury” z 2013, w której autor omówił działalność medialną m.in. Wojewódzkiego.
Został trzykrotnie sparodiowany w Rozmowach w tłoku, końcowej części programu Szymon Majewski Show, gdzie w jego rolę wcielali się Marek Bednarczyk (w 10. edycji) i Michał Meyer (w 12. edycji). Na postaci Wojewódzkiego wzorowany był też jeden z bohaterów spotu reklamowego Nju mobile.

## Życie prywatne
Na studiach związany był z producentką filmową Dorotą Kośmicką. W latach 2003–2007 był w związku z aktorką Anną Muchą, a w latach 2013–2018 z modelką Renatą Kaczoruk. Z obiema wystąpił w spotach reklamujących sieć telefonii komórkowej Play, odpowiednio w 2015 oraz w 2016 i 2017. W latach 2022–2024 był w związku z modelką Anną Markowską.
Deklaruje się jako ateista.
Od 1995 jeździ w off-roadzie. W ramach swojej pasji m.in. przebył trasę Paryż–Dakar ze swoją ówczesną partnerką Anną Muchą. Interesuje się także polskim kinem moralnego niepokoju, w ramach którego szczególnie ceni twórczość Krzysztofa Zanussiego i Krzysztofa Kieślowskiego.

## Filmografia

### Filmy
- 2000: Dzieci Jarocina – on sam
- 2007: Testosteron – Kuba Wojewódzki
- 2009: Idealny facet dla mojej dziewczyny – aktor porno
- 2012: Drogi – on sam

### Udziały gościnne
- 2002: Miodowe lata – on sam (odc. 110)
- 2002: Samo życie – on sam (odc. 144)

### Polski dubbing
- 2004: 7 krasnoludków – historia prawdziwa – Błazen Królewski
- 2018: Asteriks i Obeliks: Tajemnica magicznego wywaru – Sulfuriks